# Salzach
Die Salzach ist ein rechter Zufluss des Inns und mit 225 km Länge sein längster und wasserreichster. Sie fließt im Land Salzburg (Österreich), in Bayern (Deutschland) und in Oberösterreich, ist einer der großen Alpenflüsse und entwässert fast die gesamten Hohen Tauern nach Norden.

## Etymologie
Aus der Antike sind zwei Namen für die Salzach überliefert, nämlich Iuvarus und Igonta. Ersterer kommt nur in der spätantiken Tabula Peutingeriana als Iuaro sowie in den beiden frühmittelalterlichen Schriften Gesta sancti Hrodberti und Breves notitiae als Iuarus vor. Da sich die abweichende Endung auf -o mit der vulgärlateinischen Verdrängung der Nominativendung zugunsten der Ablativendung erklären lässt und weil die Verkürzung von Iuva- zu Iua- eine verbreitete Schreibvariante bei den Römern war, lässt sich Iuvarus als antiker Flussname rekonstruieren.
Der Name kam von der keltischen Flussgottheit Iuvavo, der göttlichen Personifikation der Salzach. Den Namen dieses Gottes hatten die Römer zudem später leicht latinisiert für die römische Stadt Iuvavum übernommen. Etymologisch könnte der Name möglicherweise vom  urkeltischen *iu̯o- für 'Eibe' abgeleitet sein. Das vermutlich vorkeltische Suffix -aro entspricht dem Suffix -ara, welches sich häufig bei Flussnamen findet.
Ivarus wurde jedoch nur der Unterlauf sowie die in die Salzach fließende Saalach genannt, da der Oberlauf einen eigenen Namen, Isonta, besaß. Dieser leitet sich vom keltischen Verbaladjektiv *is-ont- mit der Bedeutung 'antreibend' ab.
Die Salzach verdankt ihren heutigen Namen der Salzschifffahrt, die bis ins 19. Jahrhundert auf dem Fluss betrieben wurde; historisches Zentrum der Salzschifffahrt war Laufen. Bis nach 1800 hieß der Fluss allgemein Salza (also gleich wie ein niederösterreichisch-steirischer Fluss).

## Verlauf des Flusses

### Abschnitte des Salzachtals
Salzachtal beschreibt den gesamten Flusslauf der Salzach. Der Oberlauf zieht sich charakteristisch zwischen Hohen Tauern und Salzburger Schieferalpen als Teil der nördlichen Längstalfurche in West-Ost-Richtung. Dann beschreibt sie ein Knie, durchbricht nordwärts fließend im Mittellauf Schiefer- wie Nordalpen und bildet im Unterlauf mehrere Talmuldungen im Alpenvorland (Durchbruchstäler durch die Hügelzüge der subalpinen und Vorlandmolasse).

Die Abschnitte sind wie folgt benannt, wobei die auf die Salzburger Gaue lautenden, häufigeren Begrifflichkeiten auch allgemeiner die Nebentalungen mitbezeichnen können:
- Salzachpinzgau, auch Pinzgauer Salzachtal,[7] der Talabschnitt des Oberlaufs bis Lend
  - Quelltal der Salzach,[8] von der Quelle am Salzachgeier bis Vorderkrimml
  - Oberpinzgau,[9][10] das Trogtal ab Gerlospass bis Raum Niedernsill/Kaprun–Piesendorf
  - Zeller Becken,[9] eine Weitung um den Zeller See, in der sich das Tal auf einigen Kilometer gänzlich nach Norden öffnet (Teil des Mitterpinzgau[11] bzw. Saalfeldener–Zeller-Beckens)
  - Unterpinzgau[9][10] von Bruck/Taxenbach bis Lend
- Salzachpongau,[9][12] Pongauer Salzachtal[7], Bischofshofen–St.-Johanner Becken oder Pongauer Becken, bis zum Kalkalpendurchbruch beim Pass Lueg (Berchtesgadener Alpen/Tennengebirge)
- Salzburg–Halleiner-Becken,[13] eines der dichtestbesiedelten randalpinen Becken
  - Salzachtennengau,[9] Tennengauer Salzachtal,[7] auch Halleiner Becken,[14] Golling-Halleiner Becken,[15] Halleiner Weitung,[16] oder Tennengauer Weitung,[17] die folgende Talung des Unterlaufs[6] um Hallein
  - Salzburger Becken,[18], auch Salzburg-Freilassinger Becken,[19] die randalpine Beckenlandschaft um die Stadt Salzburg
- außeralpine Talungen des Alpenvorlands bis zum Erreichen des Unterinntals (Salzach als Grenzfluss Österreich–Deutschland)
  - Laufener Salzachtal,[20] bei Laufen
  - Tittmoninger Salzachtal,[21] Unterlauf-Abschnitt zwischen den Durchbrüchen bei Laufen und St. Radegund
  - Burghausener Salzachtal[22], Engtal bei Burghausen bis zum Erreichen des Öttinger Inntals
  - Oberösterreichisches Salzachtal,[23] die rechtsufrige Raumeinheit in Oberösterreich zwischen der Landesgrenze bei Bürmoos/St. Pantaleon und dem Erreichen des Oberösterreichischen Inntals (Teil des Oberen Innviertels)

Die südlichen Nebentäler der oberen Salzach, in den Alpenhauptkamm, werden Tauerntäler genannt.

### Oberlauf

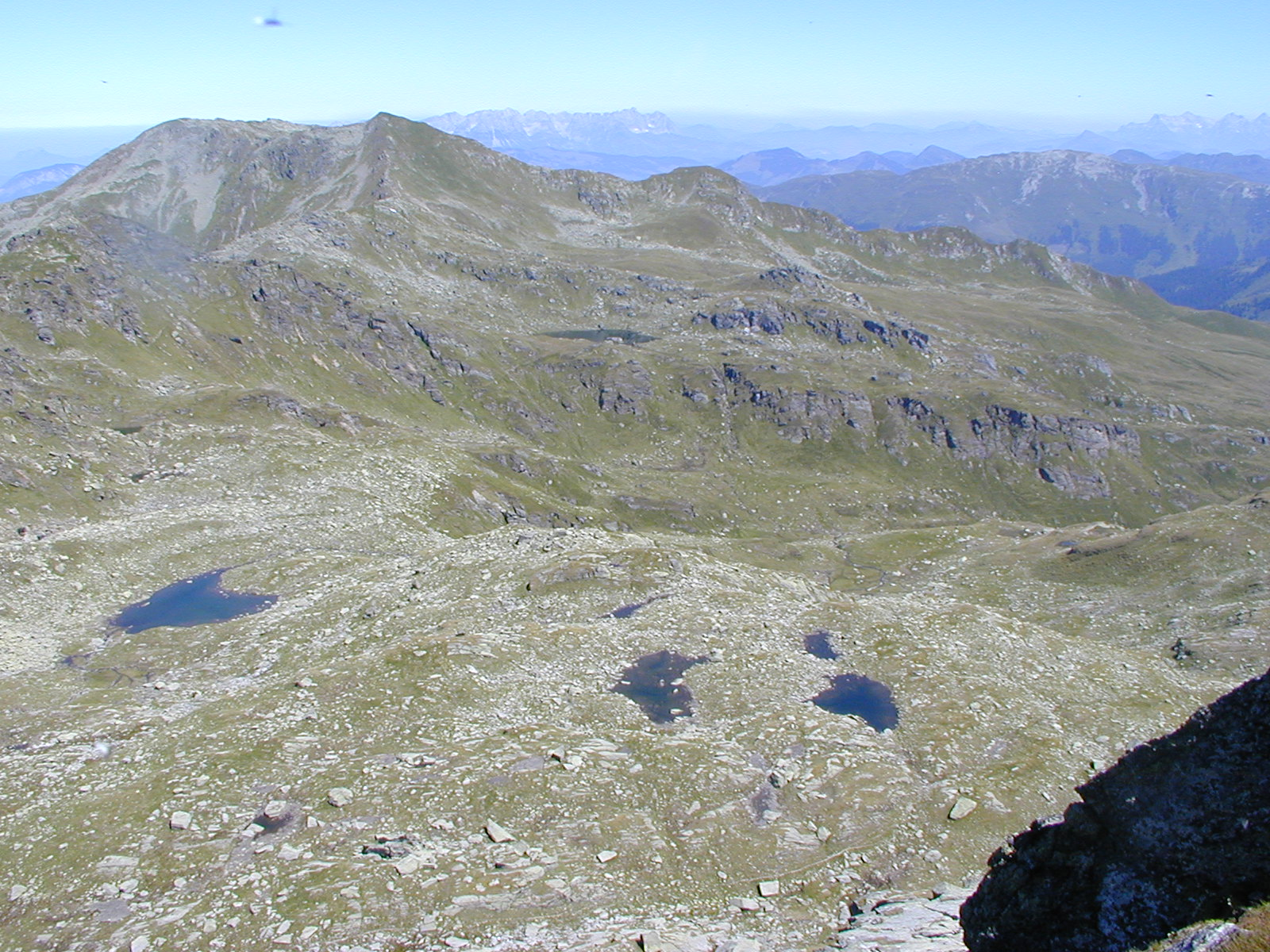
Blick vom Salzachgeier auf den Salzachursprung

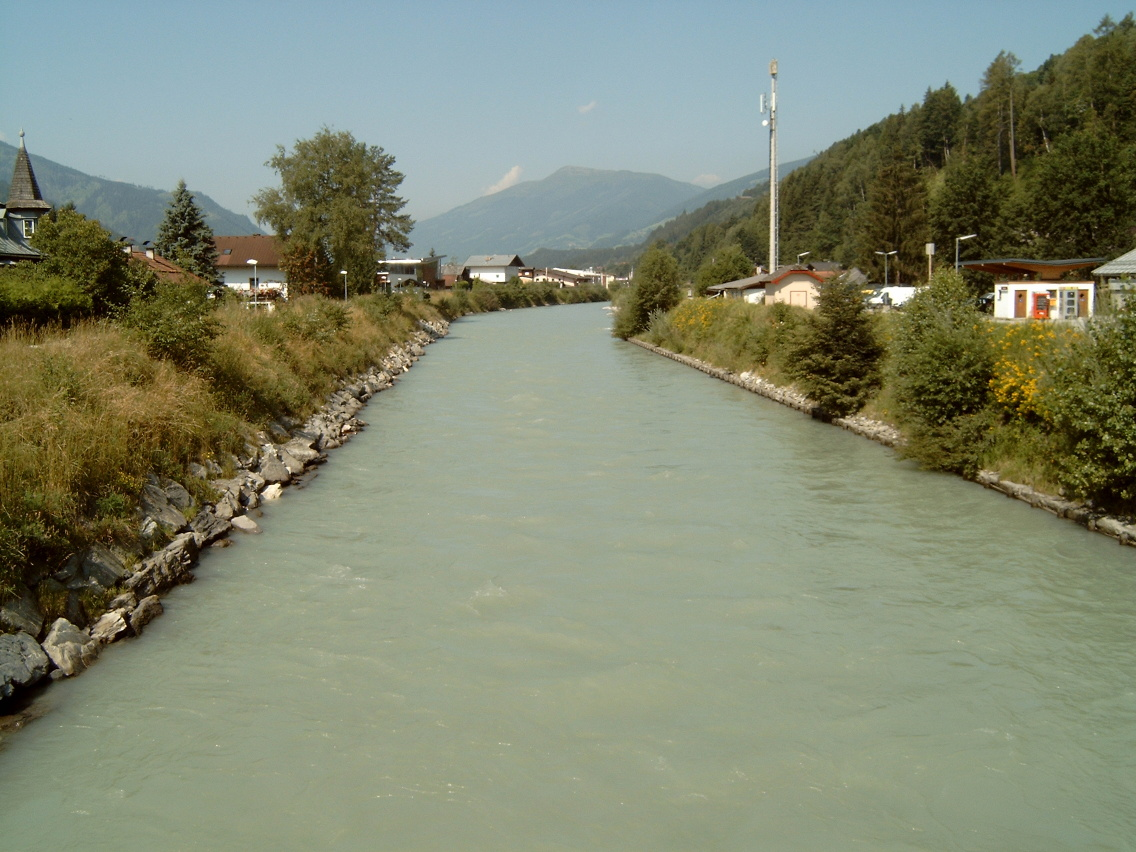
Die Salzach in Mittersill

Die Salzach entspringt in den Kitzbüheler Alpen im Westen Salzburgs. Die Quellbäche entwässern mehrere Almböden in rund 2300 m ü. A. zwischen Krimml und der Tiroler Landesgrenze, 3 bis 5 km nördlich des Gerlospasses an den Abhängen des Salzachgeiers (2466 m ü. A.) und des Schwebenkopfs (2354 m). Obwohl einige dieser Nebenbäche länger sind, gilt die Salzach auf Grund des höheren Wasserreichtums als Hauptfluss. Die Kare bzw. Almböden tragen die Namen Salzachboden, -Ursprung und Schwebenalm, wo eine der Quellen einen kleinen Bergsee (Schwebenlacke) bildet. Etwa 5 km südlich bei Vorderkrimml vereinigt sich die junge Salzach mit der Krimmler Ache, die allerdings um mehr als die Hälfte länger ist und mit nahezu der dreifachen mittleren Wasserführung hydrologisch der Hauptquellast des Salzachsystems ist.
Im etwa 90 km langen Oberlauf, dessen Einzugsgebiet sich annähernd mit der Region Pinzgau deckt, folgt die Salzach einer markanten Längstalfurche in West-Ost-Richtung bis Schwarzach, wo sie sich allmählich nach Norden wendet. Die Längstalfurche, die geologisch mit der Auffaltung der Alpen zusammenhängt, setzt sich aber noch weit nach Osten fort, wo sie das obere Ennstal bildet.
Als Übergang vom Ober- zum Mittellauf gilt die Grenze zwischen dem Pinzgau (politischer Bezirk Zell am See) und dem Pongau (Bezirk St. Johann) unterhalb des Industrieortes Lend. Etwas vorher öffnet sich nach Norden das Zeller/Saalfeldner Becken, das durch eine Talwasserscheide den Zeller See und das Einzugsgebiet der Saalach, des bei Salzburg mündenden größten Nebenflusses der Salzach, trennt. Ihr Lauf war in früher vorgeschichtlicher Zeit der Unterlauf der Salzach.
Von Krimml noch bis über den Beginn des Mittellaufs hinaus münden von Süden in regelmäßiger, fast paralleler Abfolge die Süd-Nord verlaufenden Seitentäler, die aus dem Alpenhauptkamm (Venediger- und Glocknergruppe des Hohen Tauern) kommen. Fast alle dieser 15 wasserreichen südlichen Nebenflüsse münden als Hängetäler in die Salzach, weil der dem Salzachtal folgende eiszeitliche Hauptgletscher sich stärker eintiefen konnte als die weniger mächtigen Seitengletscher. Die Mündungen erfolgen nach Osten zunehmend höher über dem Talboden und schließen mit fast senkrechten, tiefen Klammen ab. Die bekanntesten sind die Kitzlochklamm (Raurisertal), die Gasteiner Klamm (Gasteinertal) und die Liechtensteinklamm (Großarltal).

### Mittel- und Unterlauf

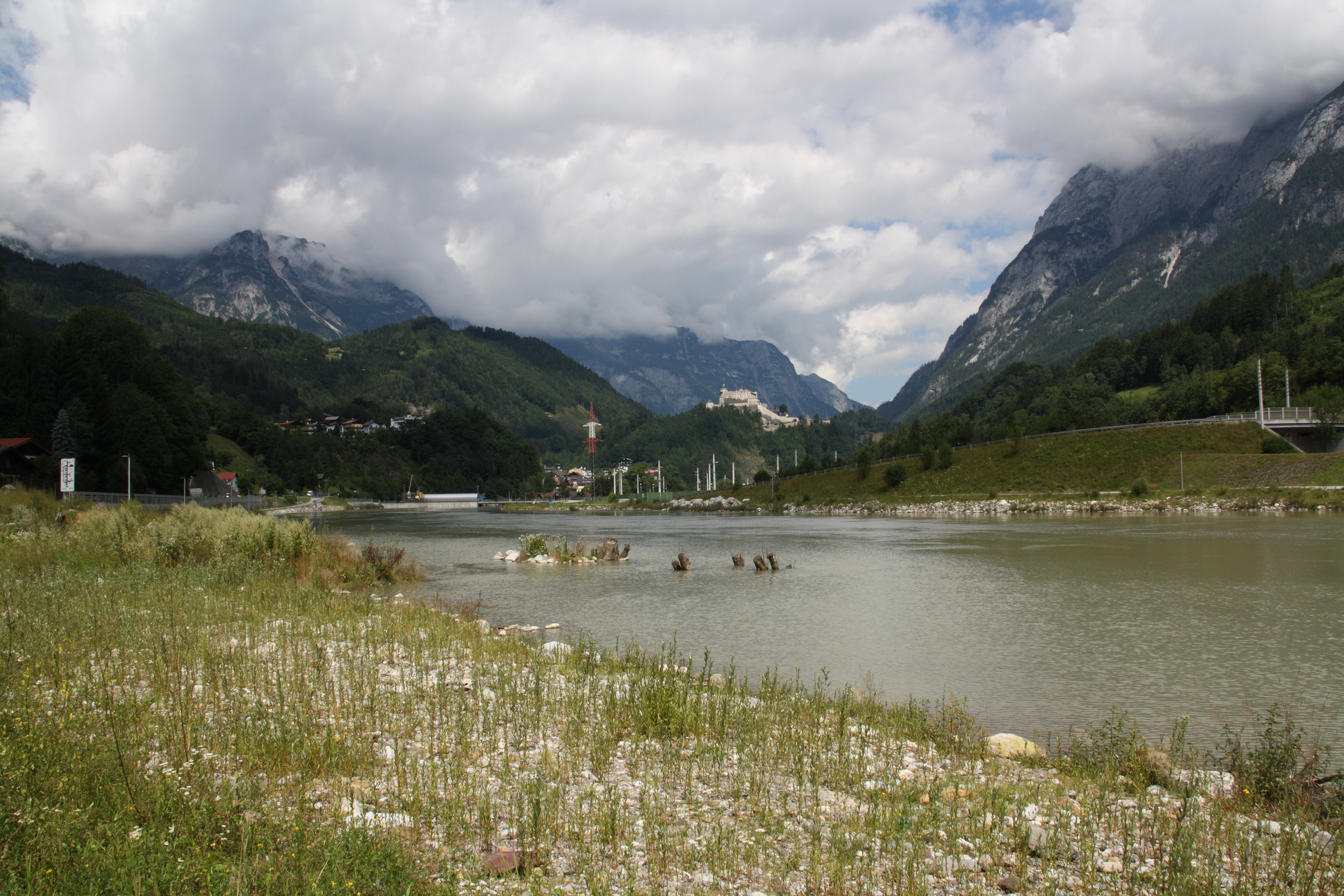
Die Salzach bei Werfen mit Hagengebirge, Festung Hohenwerfen und Tennengebirge

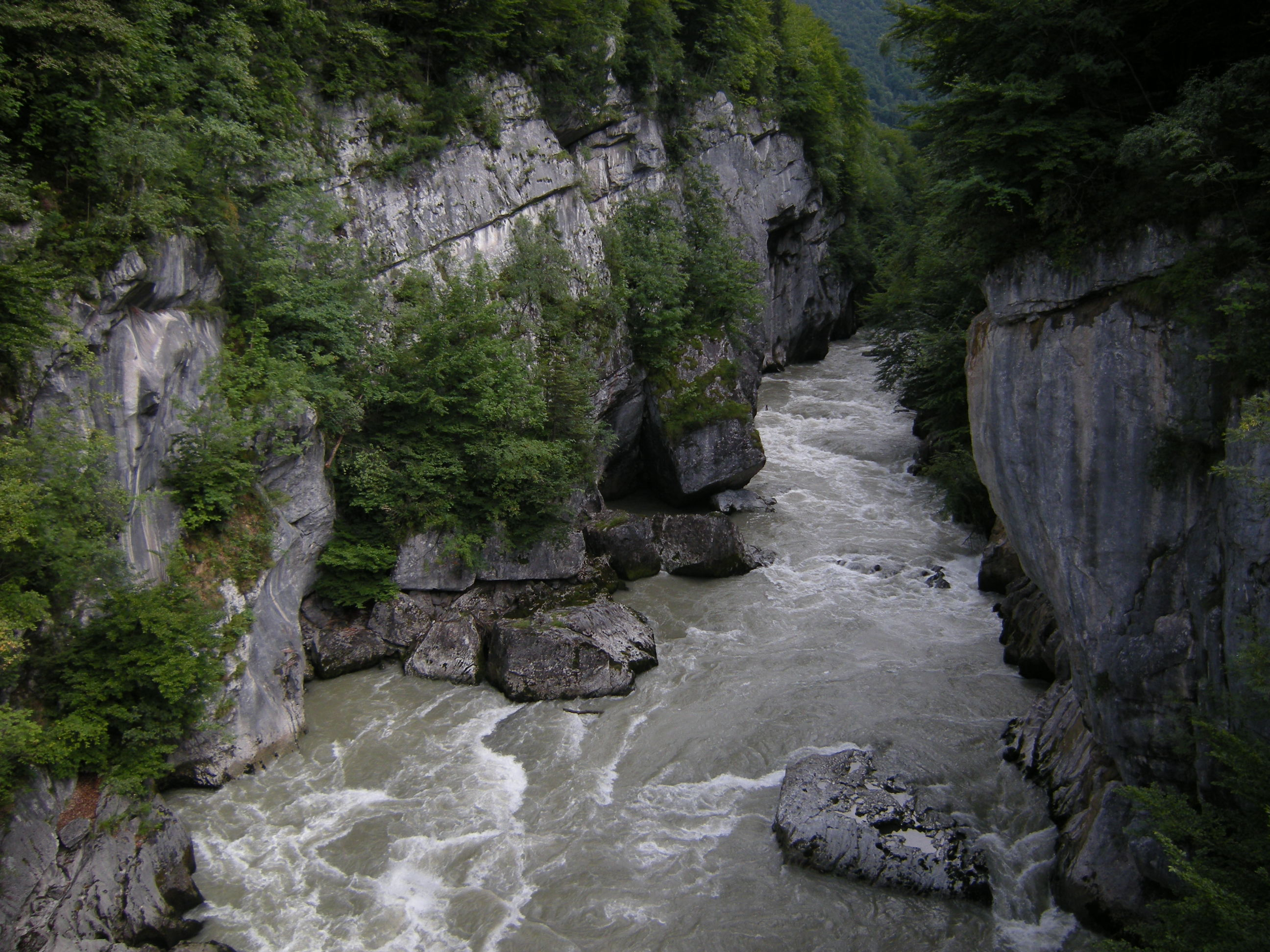
Salzachöfen

Bei Schwarzach und St. Johann schwenkt der Mittellauf nach Norden und weitet sich zu einem Talbecken, dem Pongauer Becken, in dem neben St. Johann auch Bischofshofen liegt. Die Salzach durchbricht am Pass Lueg in der Schlucht der Salzachöfen die nördlichen Kalkhochalpen zwischen Hochkönig/Hagengebirge und Tennengebirge.

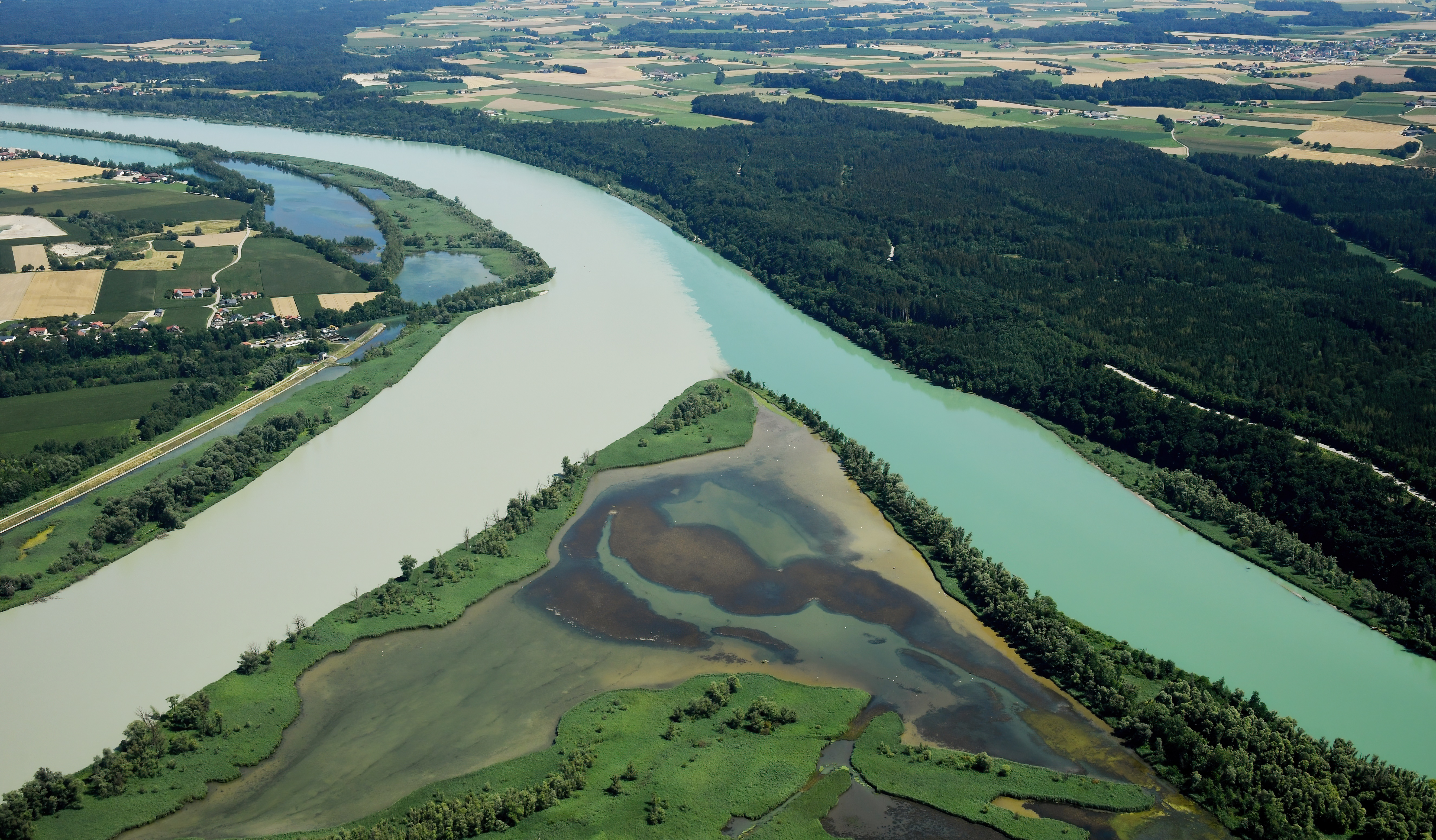
Mündung der Salzach (rechts) in den Inn (links) am Innspitz bei Haiming

Im Unterlauf verlässt die Salzach die Alpen in das Salzburger Becken, durchfließt den unteren Tennengau mit Golling, Kuchl und Hallein und den Flachgau mit der Stadt Salzburg und Freilassing an der Saalach. Anschließend durchbricht sie die Laufener Enge bei Oberndorf, durchströmt das Tittmoninger Becken und die Nonnreiter Enge und mündet im Becken von Überackern zwischen Burghausen an der Salzach und Braunau am Inn auf einer Höhe von 344 m ü. NN bei Haiming in den von Westen kommenden Inn.
Sie bildet auf etwa 59 km Länge die Grenze zwischen Deutschland und Österreich und hat ein Einzugsgebiet von 6.704 km². Der mittlere Wasserabfluss an der Flussmündung beträgt 252 m³/s.

### Salzachinsel
Die Pernerinsel der Stadt Hallein wird ostseitig von der kleinen Salzach gebildet und ist über 5 Brücken erreichbar, auf ihr befand sich der erzbischöfliche Pfleggarten von dem heute noch die denkmalgeschützte Pflegekapelle (Salinenkapelle) erhalten ist.

### Nebenflüsse

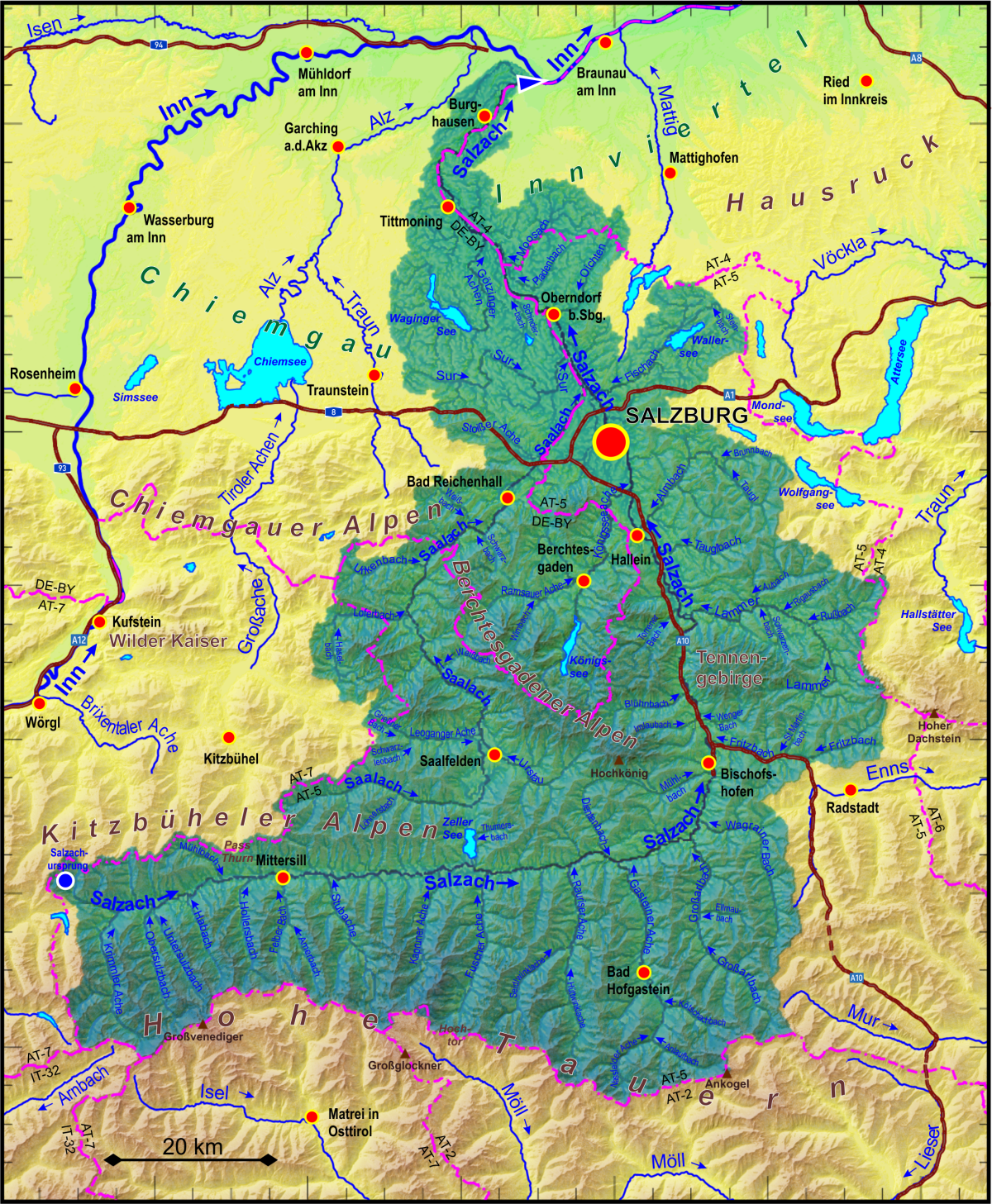
Einzugsgebiet der Salzach

Im Bundesland Salzburg gibt es folgende Nebenflüsse:
Im Ober- und Mittellauf: Wenger Bach, Trattenbach und Dürnbach aus den Kitzbühler Alpen, Krimmler Ache, Obersulzbach, Untersulzbach, Habach, Hollersbach, Felberbach, Stubache, Kapruner Ache aus den Hohen Tauern, Pinzga vom Zeller See, Fuscher Ache, Rauriser Ache aus den Hohen Tauern, Dientener Bach aus den Schieferalpen, Gasteiner Ache, Großarlbach, Kleinarlbach aus den Hohen Tauern, Fritzbach von Dachsteinmassiv, Mühlbach und Blühnbach vom Hochkönig.
Im Unterlauf: Lammer von Osten, Torrener Bach (Bluntautal) aus den Berchtesgadener Alpen, Tauglbach und Almbach vom Hintersee, beide aus der Osterhorngruppe, Königsseeache vom Königssee, Kehlbach, Fischach vom Wallersee, Klausbach, Saalach als größter Zubringer, Sur und Götzinger Achen auf bayerischer Seite, Oichten bei Oberndorf und Moosach im salzburgisch-oberösterreichischen Grenzgebiet.
Orographisch linksseitig (vom Ursprung bis zur Mündung):
- Pinzgau: Nadernachbach Dürnbach bei Neukirchen am Großvenediger, Trattenbach bei Wald im Pinzgau, Walcherbach bei Walchen, Friedensbach, Fürthbach, Pinzga (Abfluss des Zeller Sees bei Bruck a. d. Glocknerstrasse), Steinbach bei Steinbach, Fischbach bei Gries im Pinzgau.
- Pongau: Dientener Bach bei Lend, Seebach bei Schwarzach im Pongau, Wenger Bach aus dem Putzengraben in Schwarzach im Pongau, Reinbach bei St. Johann im Pongau.
- Tennengau: Imlaubach bei Pfarrwerfen, Blühnbach (Salzach) bei Tenneck, Torrener Bach (Bluntautal) bei Golling, Weißenbach zwischen Golling und Kuchl, Steigbach bei Stockach. Schrambach, Kothbach in Hallein, Königsseeache vom Königssee bei Taxach, Anifer Alterbach.
- Stadt Salzburg: Almkanal, Glanbach, Saalach (größter Zubringer).
- Landkreis Berchtesgadener Land: Sur.
- Landkreis Traunstein: Götzinger Achen.
- Landkreis Altötting: Alzkanal.

Orographisch rechtsseitig (vom Ursprung bis zur Mündung):
- Pinzgau: Krimmler Ache, Obersulzbach, Untersulzbach, Habach, Hollersbach, Felberbach, Stubache, Mühlbach, Kapruner Ache aus den Hohen Tauern, Fuscher Ache, Wolfbach, Rauriser Ache.
- Pongau: Gasteiner Ache, Großarlbach, Kleinarlbach aus den Hohen Tauern, Fritzbach vom Dachsteinmassiv.
- Tennengau: Lammer von Osten, Tauglbach, Almbach vom Hintersee.
- Flachgau (Süd): Kehlbach bei Elsbethen, Klausbach, bei Glasenbach.
- Stadt Salzburg: Alterbach
- Flachgau (nord): Fischach vom Wallersee, Oichten bei Oberndorf.
- Oberösterreich: Moosach bei Riedersbach.

### Gemeinden und Städte

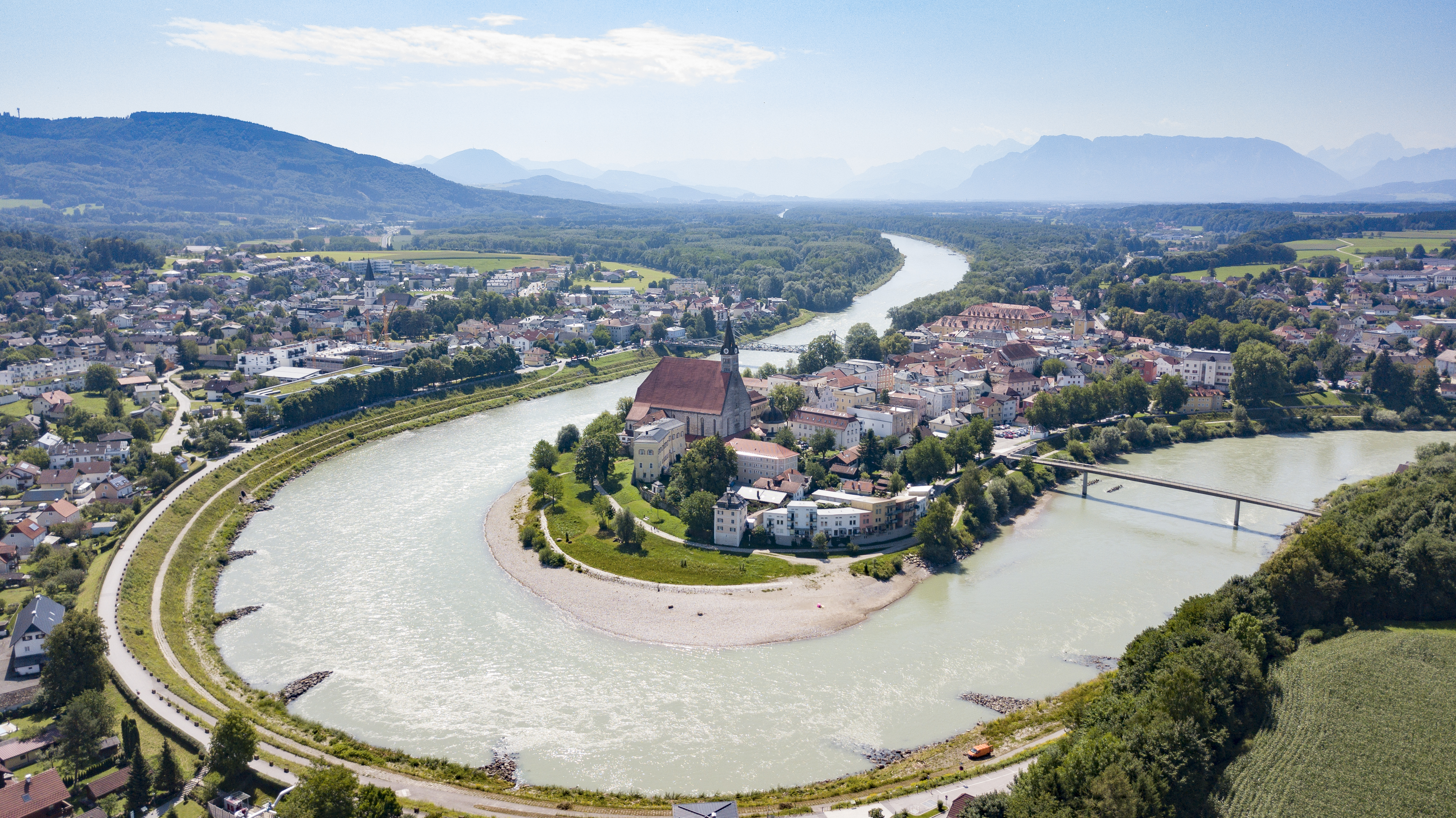
Salzachschleife bei Laufen/Oberndorf

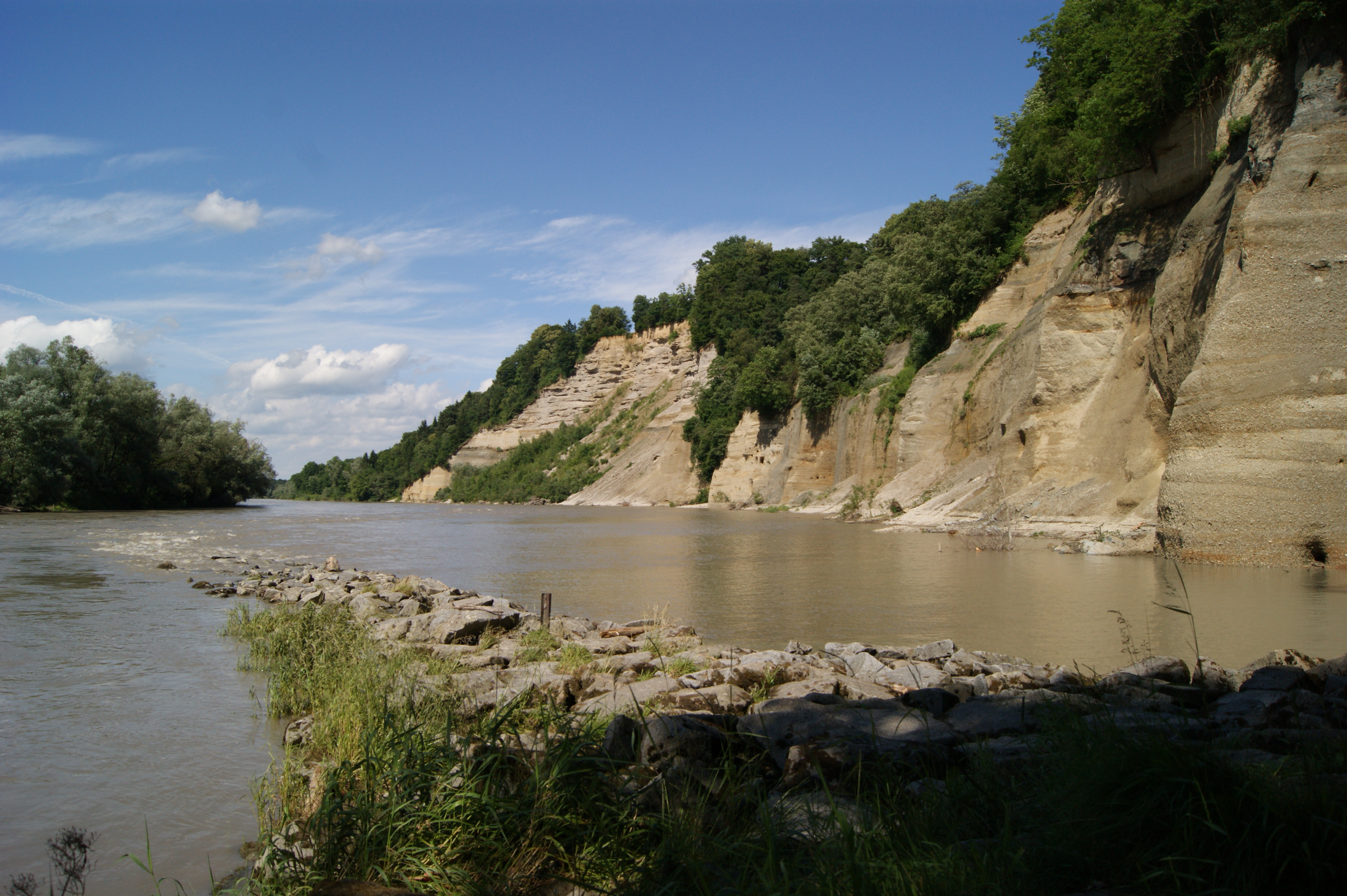
Die Salzach bei Burghausen (Bayern) und Hochburg-Ach (Oberösterreich)

Die Salzach durchfließt folgende Gemeinden und Städte (flussabwärts betrachtet); das G kennzeichnet diejenigen, die der Fluss als Grenzfluss berührt und das D solche, die in Oberbayern, Bayern (Deutschland) liegen:
- Wald im Pinzgau
- Neukirchen am Großvenediger
- Bramberg am Wildkogel
- Hollersbach im Pinzgau
- Mittersill
- Stuhlfelden
- Uttendorf (Salzburg)
- Niedernsill
- Piesendorf
- Kaprun (G)
- Zell am See (G)
- Bruck an der Glocknerstraße
- Taxenbach
- Lend
- Goldegg im Pongau (G)
- Sankt Veit im Pongau
- Schwarzach im Pongau
- St. Johann im Pongau
- Bischofshofen
- Werfen
- Pfarrwerfen (G)
- Golling an der Salzach
- Kuchl
- Bad Vigaun (G)
- Hallein
- Puch bei Hallein (G)
- Anif (G)
- Elsbethen (G)
- Salzburg
- Bergheim (G)
- Freilassing (G; D)
- Saaldorf-Surheim (G; D)
- Anthering (G)
- Nußdorf am Haunsberg (G)
- Laufen (G; D)
- Oberndorf bei Salzburg (G)
- Fridolfing (G; D)
- Sankt Georgen bei Salzburg (G)
- St. Pantaleon (G)
- Ostermiething (G)
- St. Radegund (G)
- Tittmoning (G; D)
- Burghausen (G; D)
- Hochburg-Ach (G)
- Überackern (G)
- Haiming (G; D)

### Brücken

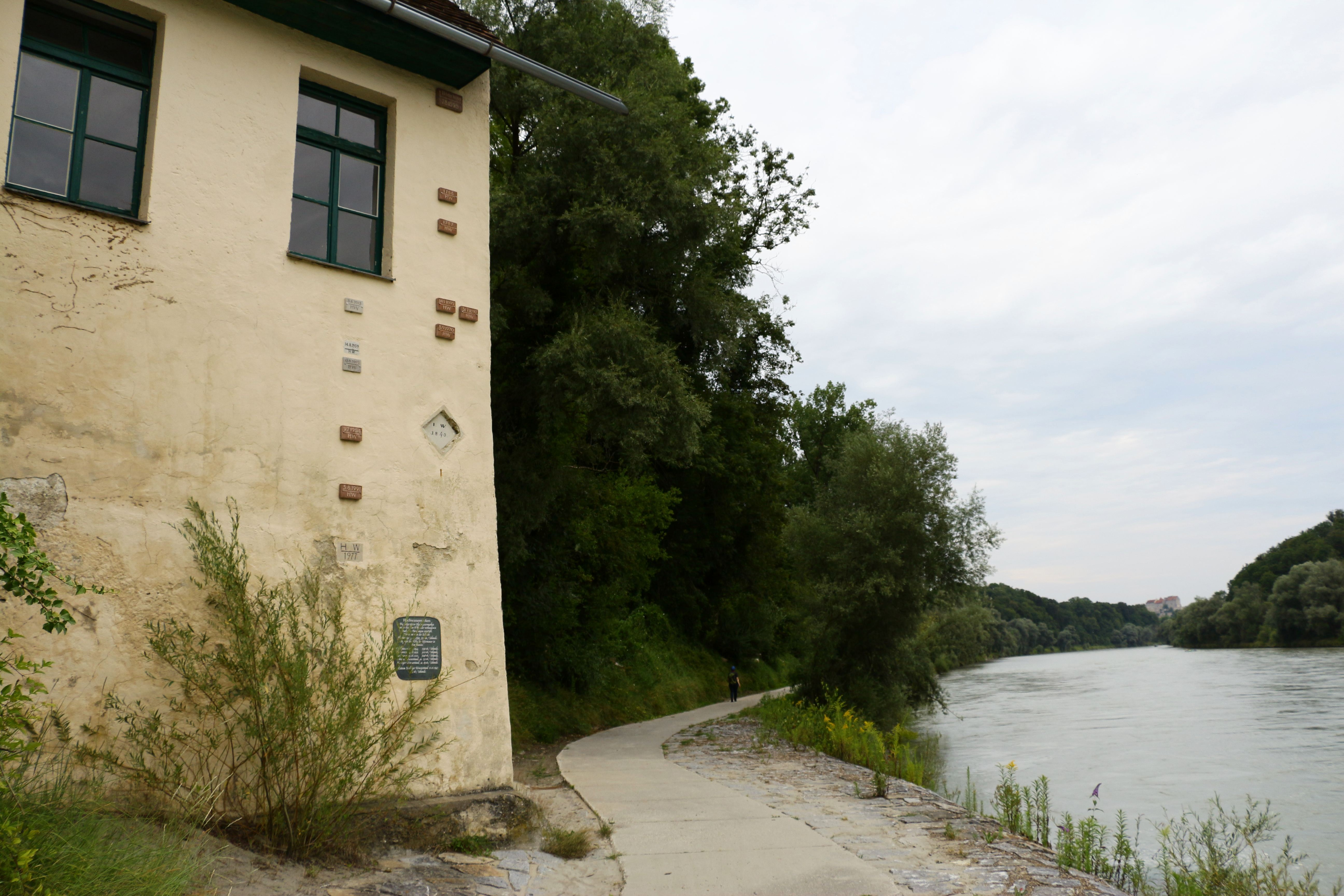
Hochwassermarkierungen an einem Haus an der Salzach in Burghausen

In der Stadt Salzburg existieren 13 Salzachbrücken für motorisierten und nicht-motorisierten Verkehr. Flussabwärts gibt es hierauf nur noch grenzüberschreitende Brücken, und zwar die denkmalgeschützte Brücke zwischen Laufen und Oberndorf und den ebenfalls dort befindlichen Europasteg sowie eine Brücke zwischen Tittmoning und Ettenau (Gemeinde Ostermiething) und zwei zwischen Burghausen und Hochburg-Ach (Ortschaften Wanghausen: Neue Brücke und Ach an der Salzach: Alte Brücke). Am Ober- und Mittellauf des Flusses sind Brücken zahlreich.
Viele dieser Brücken wurden durch Hochwasser mehrfach zerstört. Das Hochwasser vom 13. August 1959 mit 2100 m³/s bedeutete das Ende der gerade erst erbauten Autobahnbrücke unterhalb von Salzburg, die aufgrund eines Sohldurchschlages einstürzte.
Diskutiert wird die Errichtung einer zusätzlichen Brücke für den grenzüberschreitenden Autoverkehr im Raum Laufen. Bislang konnte trotz der Feststellung eines entsprechenden Bedarfs keine Einigung erzielt werden. Als Hindernis erweisen sich unter anderem Anrainerproteste und ein großräumiger, unter Schutz stehender Auwaldgürtel.
Außerdem wird die Errichtung einer Fußgängerbrücke kurz vor der Salzachmündung zwischen Haiming und Überackern in Erwägung gezogen.

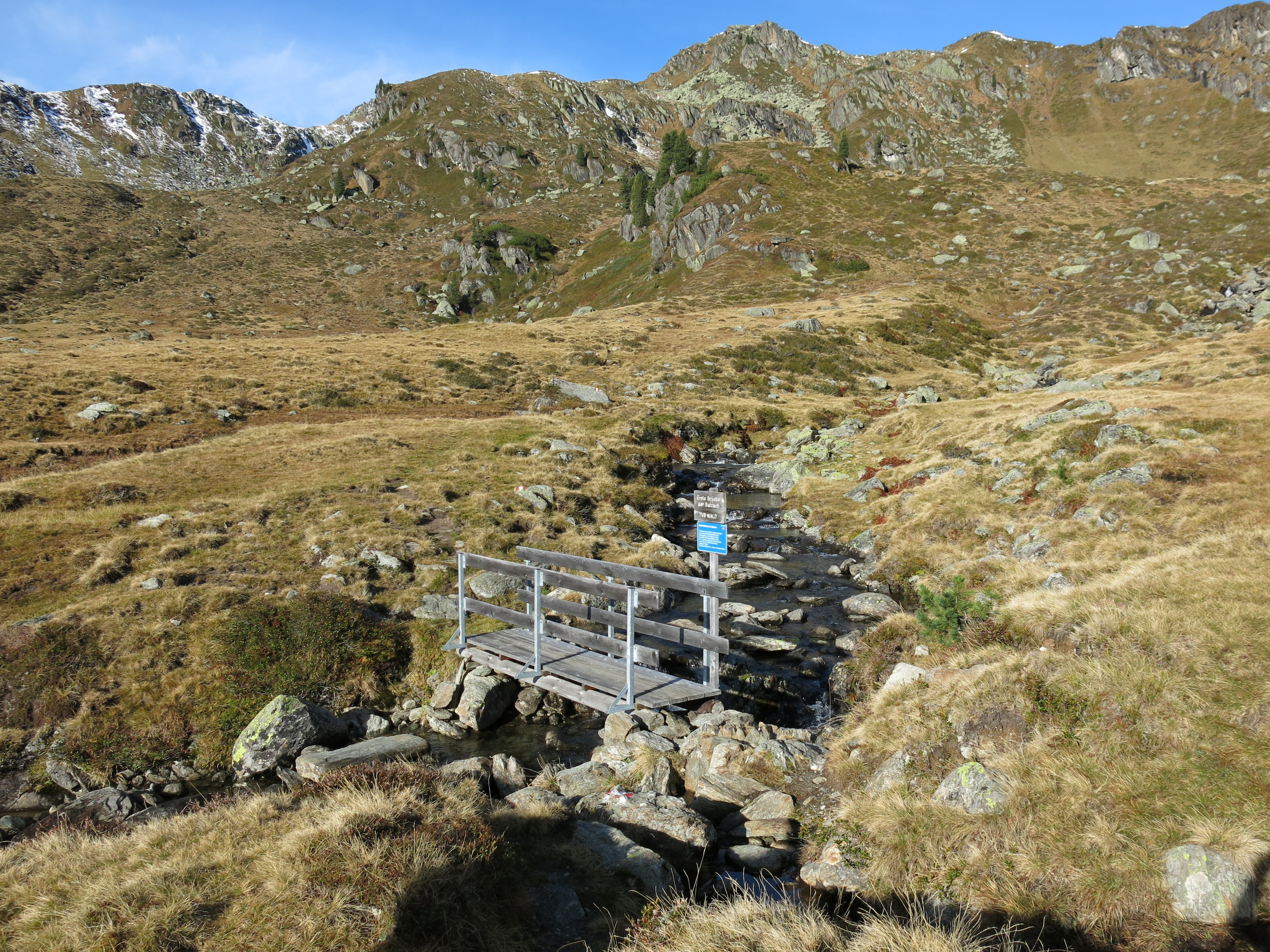
Erste Brücke über die Salzach am Weg zum Salzachgeier
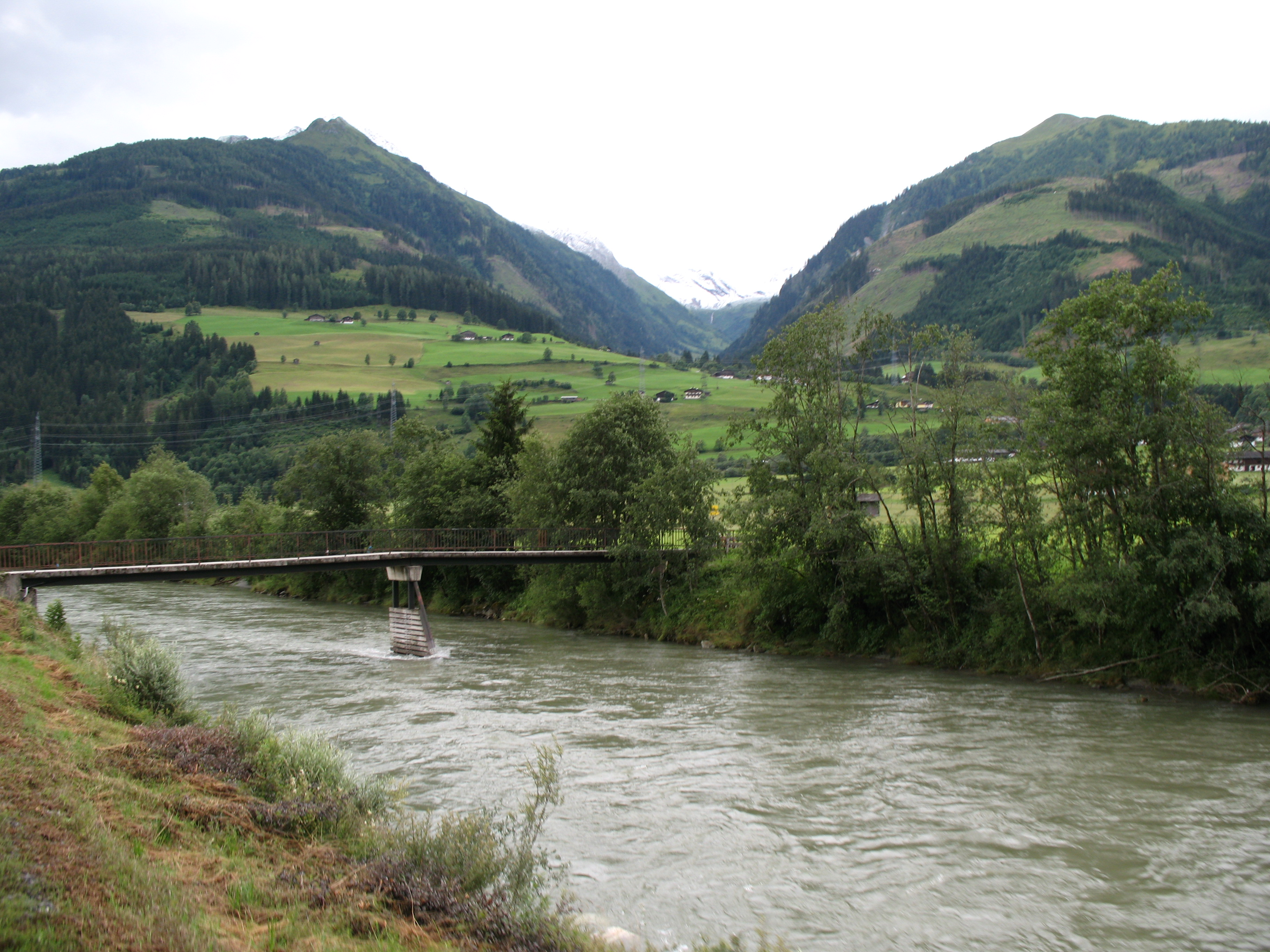
Kleine Brücke im Raum Niedernsill
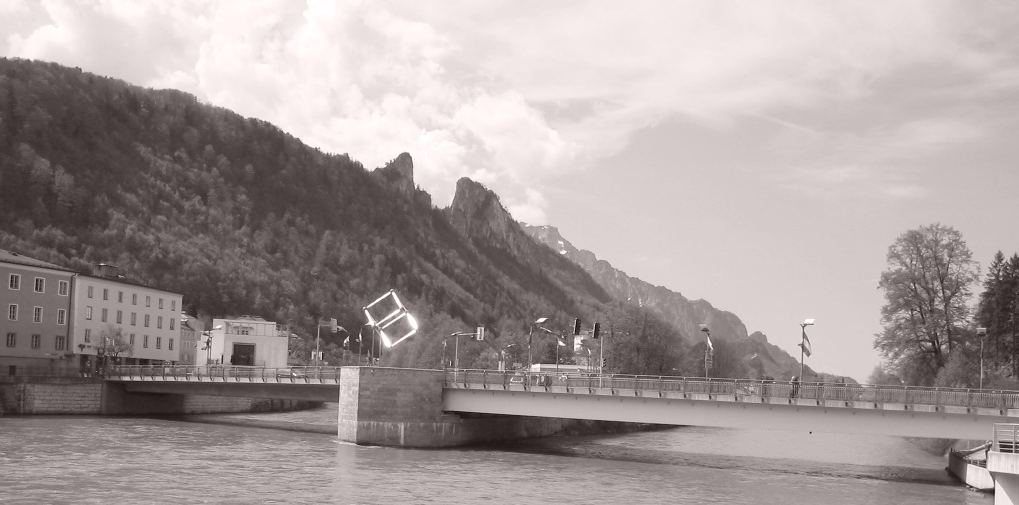
Brücke in Hallein mit Kunstinstallation
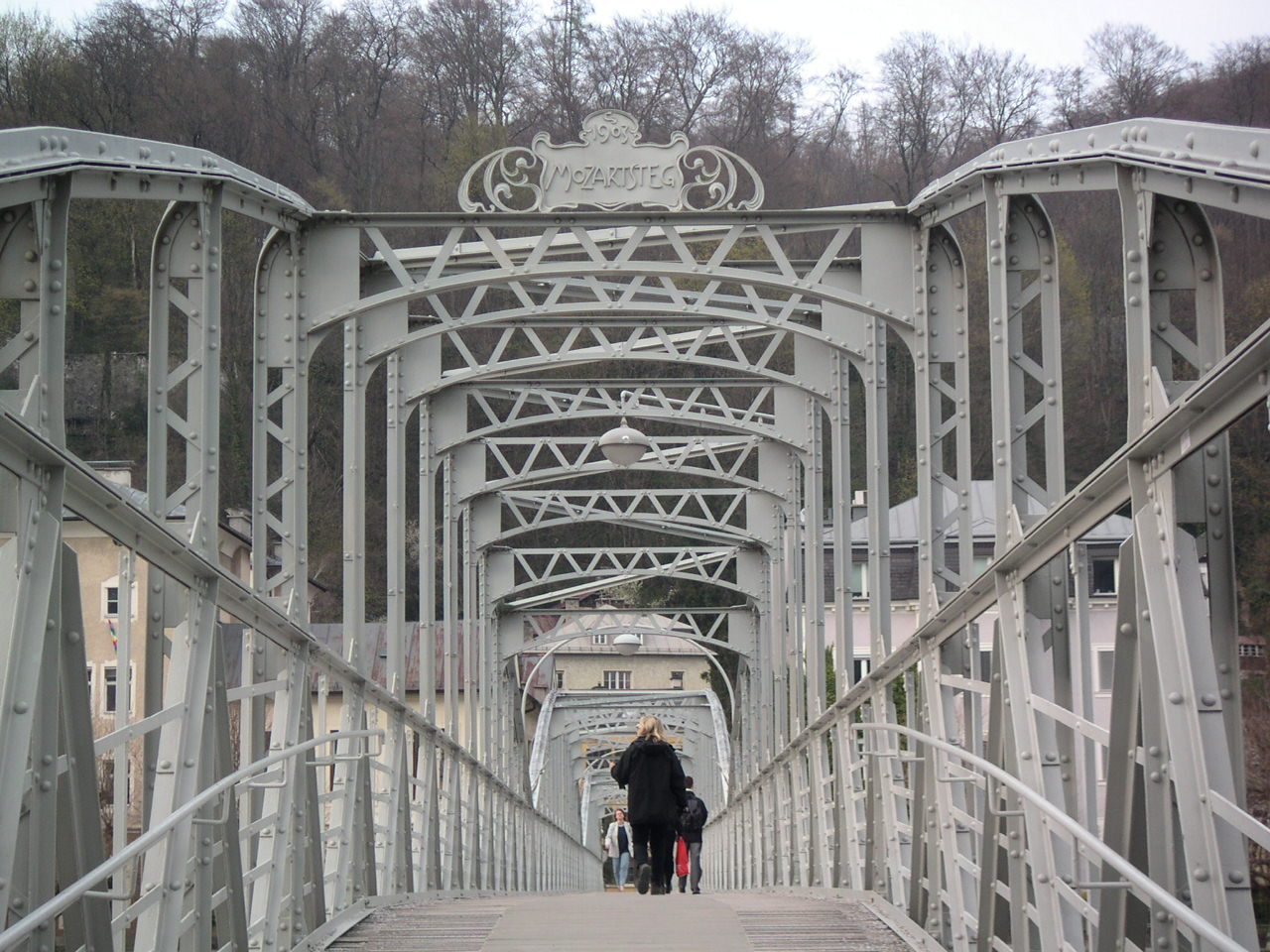
Mozartsteg in Salzburg
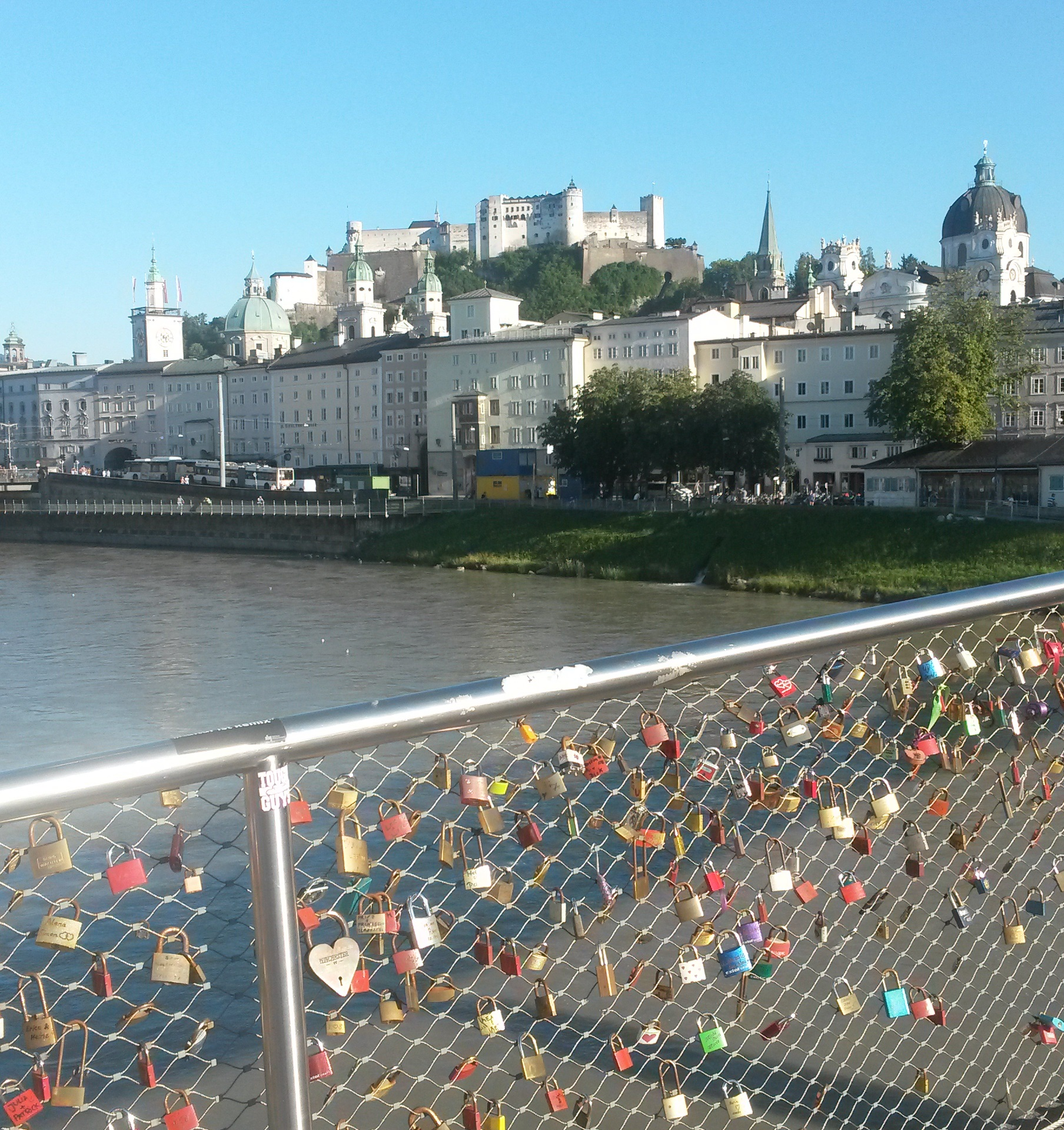
Marko-Feingold-Steg in Salzburg
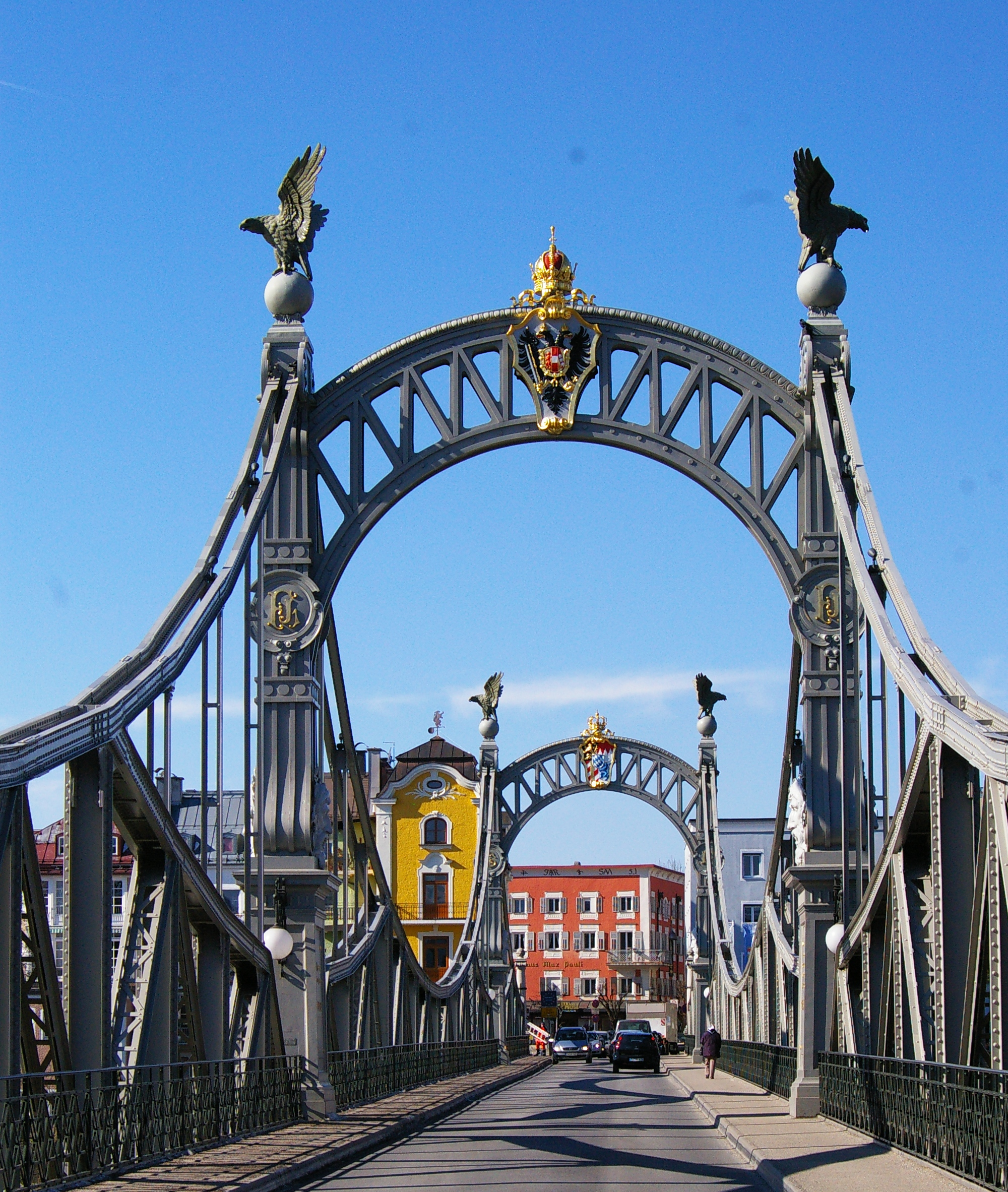
Brücke Oberndorf–Laufen
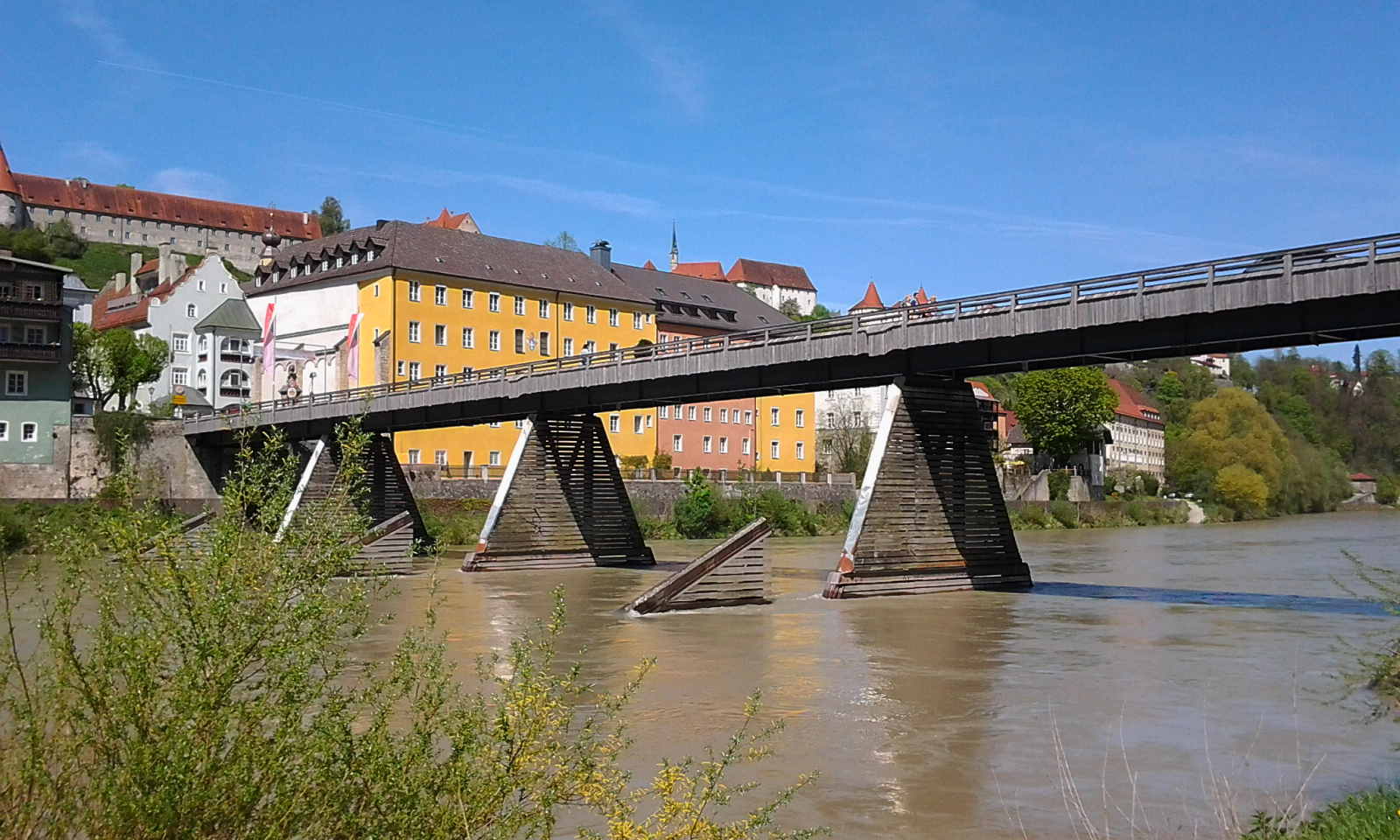
Brücke Ach–Burghausen

### Wasserkraftwerke
Gegenwärtig gibt es 12 Wasserkraftwerke an der Salzach, diese sind durchwegs Laufwasserkraftwerke, gemeinschaftlich betrieben von Verbund AG und Salzburg AG. Flussabwärts gesehen sind dies:
| Name                 | Leistung (MW) | Jahreserzeugung (Mio. kWh) |
| -------------------- | ------------- | -------------------------- |
| Schwarzach           | 120           | 482                        |
| Wallnerau            | 13            | 38                         |
| St. Veit             | 16            | 67                         |
| St. Johann           | 16            | 71                         |
| Urreiting            | 16            | 76                         |
| Bischofshofen        | 16            | 70                         |
| Kraftwerk Stegenwald | (geplant)     |                            |
| Kreuzbergmaut        | 18            | 80                         |
| Werfen-Pfarrwerfen   | 16            | 81                         |
| Gamp                 | 8             | 53                         |
| Sohlstufe Hallein    | 16            | 81                         |
| Urstein              | 22            | 120                        |
| Sohlstufe Lehen      | 13            | 81                         |

Verbund Hydro Power und Salzburg AG planen zwischen Bischofshofen und Golling bei Flusskilometer 100,791 und südwestlich nächst eines Fahrtechnikzentrums die Neuerrichtung des Kraftwerks Stegenwald. Durch Aufstau und Unterwassereintiefung um 3 m sollen 9 m Fallhöhe erreicht werden. An der TU Graz wurde im März 2020 ein 22 m langes Modell im Maßstab 1:40 aufgebaut um das Bauprojekt mit zwei Wehrfeldern links und zwei Feldern rechts mit je einer Kaplanturbine zu optimieren. 14,5 MW Engpassleistung, 72 GWh Jahresarbeitsvermögen, Ausbaudurchfluss 203 m³/s, HQ100 1005 m³/s.

## Hydrologie

### Wassermenge und Hochwasser
An acht Pegeln in Österreich und zwei in Deutschland werden laufend Daten zu Wasserstand und Abfluss erhoben. Die mittlere Abflussmenge vergrößert sich flussabwärts durch die Zuflüsse der Salzach:
|                           | Golling | Salzburg | Laufen | Burghausen |
| ------------------------- | ------- | -------- | ------ | ---------- |
| Flusskilometer            | 93,41   | 64,35    | 47,50  | 11,40      |
| Mittlerer Abfluss in m³/s | 140     | 176      | 239    | 251        |

Damit ist die Salzach einer der größten Flüsse in Bayern und Österreich. Als Alpenfluss muss die Salzach bei ungünstigen Wetterlagen und lang anhaltendem Regen große Wassermassen aufnehmen. In der Zeit von Juni bis September führt dies regelmäßig zu Hochwässern, selten auch im Winter. Das wahrscheinlich größte Hochwasser in der Geschichte der Stadt Salzburg am 25. Juni 1786 ist durch eine Hochwassermarke in der Altstadt belegt. Auf der Gedenktafel am Haus der Natur Salzburg steht, dass die Salzach im Mai 1571 2.226 Personen das Leben kostete und im Juli des darauf folgenden Jahres 13 Häuser und Stadl mitriss. Die bisher größte Wassermenge der jüngeren Zeit floss mit 2.300–2.500 m³/s am 14. September 1899 durch die Stadt Salzburg, am 7. September 1920 annähernd 2.200 m³/s. Am 12. August 2002 erreichte die Salzach einen Pegelstand von 8,30 m im Stadtgebiet Salzburgs und lag nur 10 Zentimeter unter der kritischen Marke, die eine Überflutung weiter Teile der Altstadt zur Folge gehabt hätte. Die maximale Durchflussmenge der Salzach betrug an diesem Tag in der Stadt Salzburg 2.300 Kubikmeter pro Sekunde. Unterhalb der Saalachmündung beträgt der 100-jährliche Hochwasserabfluss dann über 3.100 m³/s. Sehr selten sind Winterhochwässer, am 21. März 2002 führte die Salzach in Salzburg 1.060 m³/s, eine Menge, die circa alle zwei Jahre auftritt, für den Monat März aber mindestens ein 100-jährliches Hochwasser darstellt.
Bereits am 23. Februar 1899 hat die k.u.k. Landesregierung in Salzburg ein „provisorisches Regulativ für den Hochwassernachrichtendienst im Herzogthume Salzburg“ eingeführt. Heute ist in Österreich für die Warnung vor Hochwässern das von der Technischen Universität Wien entwickelte Hydrologische Informationssystem zur Hochwasservorhersage (HYDRIS) zuständig. Hier fließen sowohl meteorologische als auch hydrologische Daten ein, die eine Vorwarnung erlauben und durch eine Hochwasserkoordination einen Abstau mit Hilfe der Kraftwerkskette Mittlere Salzach ermöglichen.

### Regulierung des Flussbetts

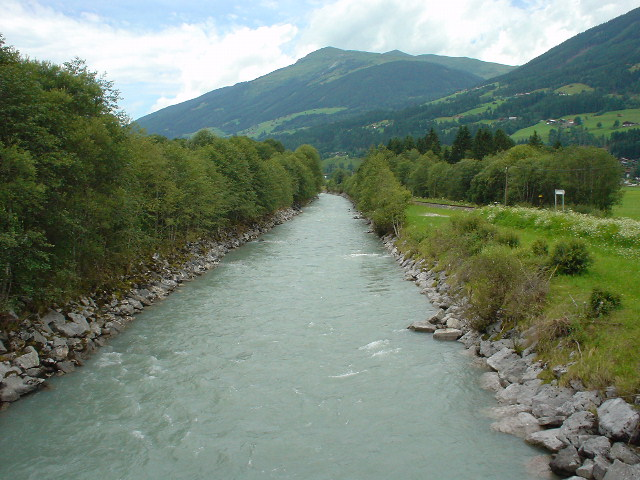
Begradigte Salzach kurz nach Obersulzbach-Einmündung

Schon seit dem Mittelalter wurden kleine Teile der Salzach im Stadtgebiet von Salzburg, Laufen und Hallein mit Weidenfaschinen und Holzverbauen befestigt. Erste Versuche einer Salzachregulierung in Form eines durchgehenden Trapezprofiles begannen durch Steinsätze gesichert 1823 im Pinzgau. Durch die Regulierungen wurde Baugrund und Kulturland gewonnen, es ging aber auch wertvoller vitaler Auwald und die reiche Struktur des Flusses mit Schotterinseln und zahllosen Seitenarmen als Raum für Tier und Mensch verloren. Nach dem zwischen Bayern und Österreich geschlossenen ersten Vertrag in München im April 1816 erfolgte eine genaue Vermessung der alten Grenzlinien. Im Dezember 1820 in Salzburg wurde darauf die neue Staatsgrenze einvernehmlich festgelegt.
Die Brucker Schwelle wurde 1852 gesprengt und damit eine Tieferlegung der Salzach erreicht. Damit konnten im Pinzgau schrittweise flussnahes Ackerland gewonnen werden und moorige sowie anmoorige Wiesen trockengelegt werden.
In der Stadt Salzburg selbst wurden ebenfalls 1852 die ersten schweren Blocksteine der Stadtmauern nächst dem Klausentor abgetragen und zur Salzachregulierung verwendet. Die einst weitläufigen Bastionen der Neustadt und der weitaus größte Teil der Befestigungen der Altstadtseite wurden ebenso wie etwa das Linzertor als Rohmaterial für die Salzachregulierung verwendet. Der Maler und Gemeinderat Josef Mayburger setzte eine etwas formschönere schwingende Verbauung innerhalb des Stadtgebiets durch. Schwarz wollte auch das Material der Müllner Schanze für die Salzachregulierung verwenden, was aber Mayburger verhindern konnte. Die Regulierungsarbeiten wurden 1862 zwischen Stadtbrücke und Eisenbahnbrücke fertiggestellt, jene zwischen Stadtbrücke und Karolinenbrücke dann bis 1873.
Zuerst war die Salzach unterhalb der Stadt Salzburg mit einer Ausbaubreite von 80 Wiener Klaftern (152 m) vorgesehen. Die anfangs sehr erwünschte Selbsteintiefung der Salzach unterblieb aber weitgehend. Daher wurde in einem weiteren Schritt die Gesamtbreite der Salzach auf 60 Klafter (114 m) verringert. Erst die erhebliche Entnahme von Geschiebe führte nach 1900 zur maßgeblichen Eintiefung. Bis heute grub sich die Salzach immer tiefer in ihr Bett ein. Seit Jahrzehnten ist diese Eintiefung bereits zum Problem geworden. Sie hat mittlerweile ein Ausmaß erreicht, bei dem die besonders erosionsanfälligen Feinsand- und Seetonschichten nur noch ungenügend oder gar nicht mehr überdeckt sind. Bereits ein mittelgroßes Hochwasserereignis kann zu unbeherrschbaren Folgen und plötzlichen weiteren Eintiefungen um mehrere Meter führen (Sohlendurchbruch). Erhebliche Schäden an Bauwerken und Umland wären die Folge. Vor allem für Brückenpfeiler und Brückenwiderlager könnte innerhalb kürzester Zeit eine akute Gefährdung entstehen und den gesamten innerstädtischen Verkehr zum Erliegen bringen. Es besteht daher Handlungsbedarf. Eine bayerisch-österreichische Arbeitsgruppe hat Lösungsmöglichkeiten erarbeitet und führt derzeit erste Maßnahmen des Projektes „Sanierung untere Salzach“ durch. Vorgesehen sind unter anderem eine Aufweitung des Flussbetts und der Einbau von aufgelösten Sohlrampen sowie von sogenannten offenen Deckwerken. Hauptziel der Maßnahmen ist, eine weitere Eintiefung zu verhindern sowie die Flusssohle in einem eigendynamischen Prozess wieder anzuheben und diesen Zustand in ein dynamisches Gleichgewicht zu bringen. Dies bewirkt, dass kleinräumig wertvoller vitaler Auwald entstehen kann. Diese unabdingbar erforderlichen Arbeiten zur Sanierung der Salzach auf einer Länge von 60 km sind mit einem Kostenaufwand von rund 300 Mill. Euro verbunden.
2009 wurde als erstem Abschnitt mit der schrittweisen Verbreiterung der unteren Salzach unterhalb von Weitwörth, verbunden mit einer Anhebung der mittleren Salzachsohle begonnen. 2010 wird die Verbreiterung des Flusses in Richtung Oberndorf weitergeführt.

### Wassergüte

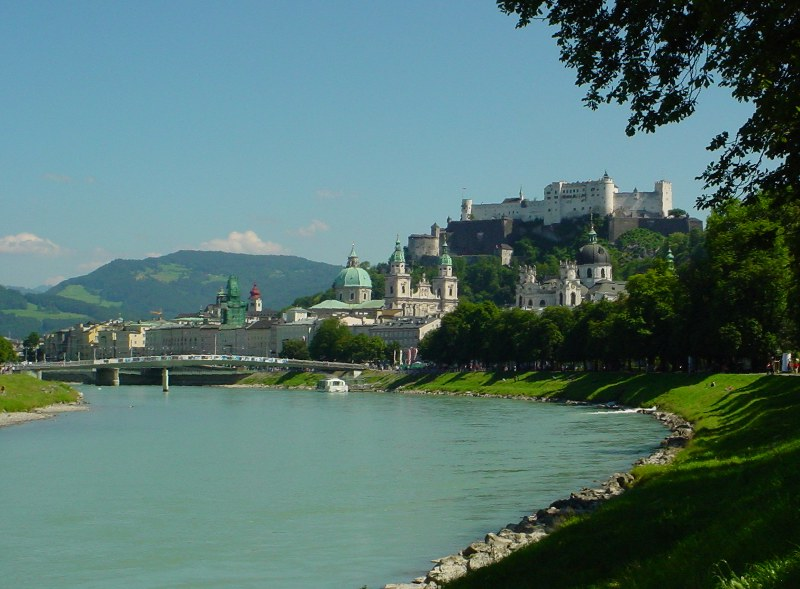
Salzach in Salzburg

Aufgrund der Abwässer der 1895 errichteten und in den 1960ern stark erweiterten Papier- und Zellstofffabrik in Hallein wies die Salzach 1977 die größte Verschmutzung auf. Erst ab 1979 wurde durch Begrenzung der einzuleitenden Menge an Schmutzwasser (1979: 84 t BSB5 pro Tag (was etwa 1,4 Millionen Einwohnern entspricht); 1985: 54 t; 1988: 20 t; 1990: 15 t; 1999: 8 t; 2002: 2 t) durchgesetzt und mit der Installation einer chlorfreien Bleiche 1991 verbessert sich die Qualität schlagartig.
Bis 1999 lag die Wasserqualität ab der Fabrik bei Gewässergüteklasse II-III (kritisch belastet), bis 1987 sogar nur bei III-IV. Durch die Installierung bzw. Verbesserung der Abwasserreinigung im Herbst 1999 konnte erstmals die durchgehende Gewässergüteklasse II („geringe Belastung“ nach der EU-Wasserrahmenrichtlinie) unterhalb von Hallein erreicht werden bzw. bis Salzburg die Güteklasse I-II, sodass die Wasserqualität zum Baden ausreicht. Die Sanierung der Abwassertechnologie der Papierfabrik wurde Ende 2002 erfolgreich abgeschlossen, die seitdem täglich eingeleitete Menge Abwasser entspricht aber dennoch rund 25 % der gesamten Schmutzfracht der Salzach.
Im Bereich der Stadt Salzburg sorgte 1987 der Einsatz der Großkläranlage Siggerwiesen, die für über 600.000 Einwohner ausgelegt ist, für eine weitere Verbesserung der Wasserqualität um eine halbe Stufe. Die Kläranlage reinigt neben den Salzburger Abwässern auch die des Umlandes und aus dem bayerischen Ainring.

## Tourismus/Freizeit

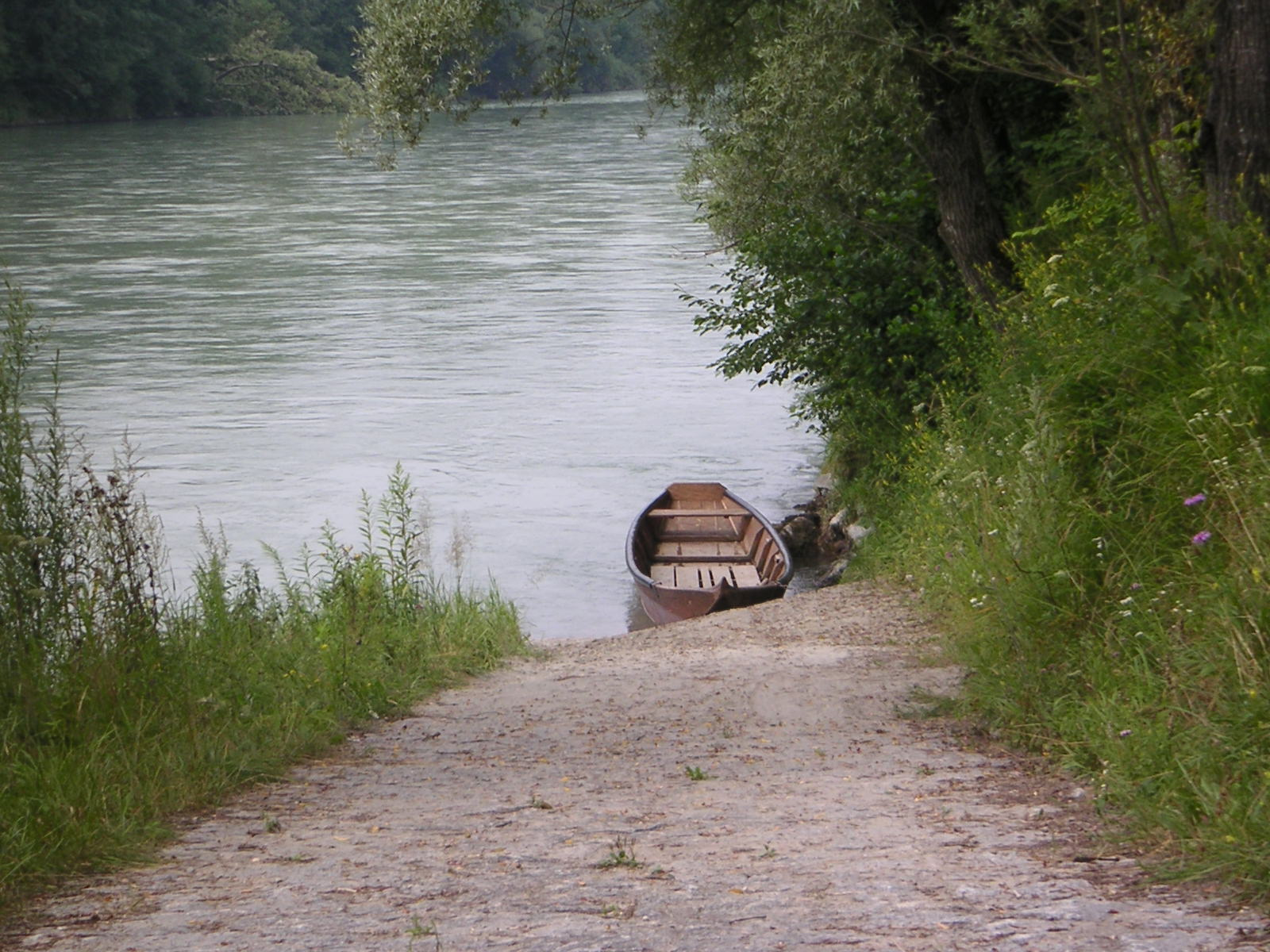
Salzach bei Ostermiething

- Im Haus der Natur gibt es die Dauerausstellung Lebensader Salzach
- Der gut ausgeschilderte Tauernradweg beginnt bei den Krimmler Wasserfällen im Nationalpark Hohe Tauern und führt an Salzach, Saalach und Inn teils auf alten Treidelpfaden (Treppelwegen) bis nach Passau.
- Von Laufen über Tittmoning führt ein Uferweg bis nach Burghausen (insgesamt ca. 40 km), der sich auf der deutschen Seite sehr gut bewandern lässt.
- In Anlehnung an die ehemalige Salzschifffahrt können im untersten Flussabschnitt sogenannte Plättenfahrten bei den lokalen Touristenbüros gebucht werden, die im Sommer mehrmals pro Monat stattfinden.

- In Salzburg wird seit 2002 eine Flussfahrt über eine Länge von rund 8 Kilometern mit dem Schiff Amadeus angeboten.[32]